# Moskva
Moskva (rusky Москва  [mɐˈskva]) je hlavní a největší město Ruska, ležící na stejnojmenné řece. Na rozloze 2 511 km² zde žije přibližně 13,3 milionu obyvatel. Představuje politické, hospodářské a kulturní centrum země s asi 60 univerzitami a množstvím dalších vysokých škol, kostelů, divadel, muzeí a galerií. Sídlí zde všechna ministerstva, státní úřady i významné firmy a také patriarcha ruské pravoslavné církve.
Moskva je nejlidnatější město v Evropě a nejsevernější megalopole na světě. Má největší počet rezidentních miliardářů na světě. Je klasifikována jako Alfa globální město. Stojí zde TV věž Ostankino (1968), která je nejvyšší stavbou v Rusku a která byla zároveň do roku 1975 nejvyšší stavbou v Evropě. Stojí zde i Věž Federace, druhý nejvyšší mrakodrap v Evropě.
Historické centrum je staré stovky let, v jeho středu se rozkládá trojúhelníkový Kreml, prohlášený spolu s Rudým náměstím v roce 1990 za světové kulturní dědictví UNESCO.

## Dějiny

### Počátky Moskvy

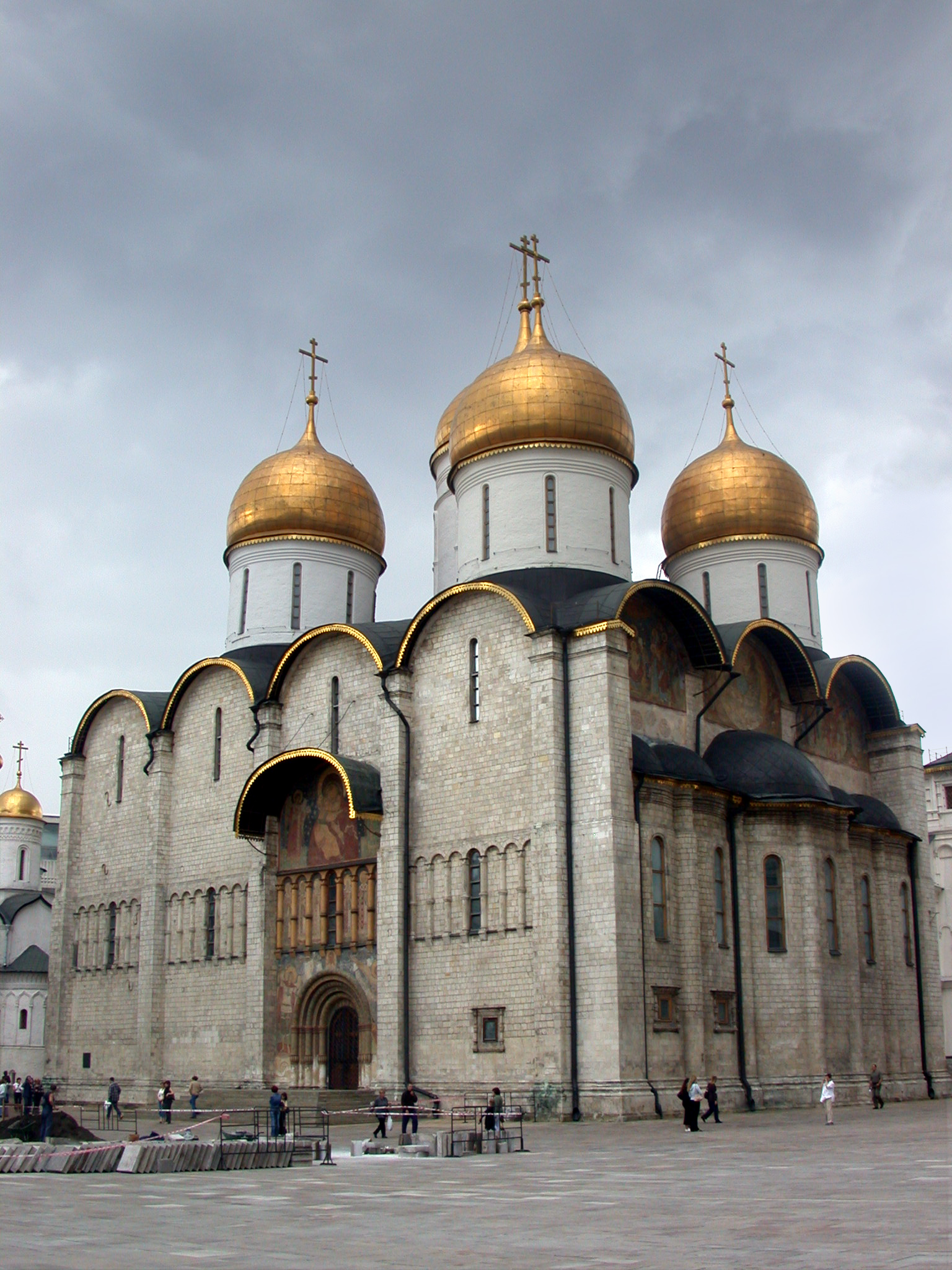
Uspenskij sobor

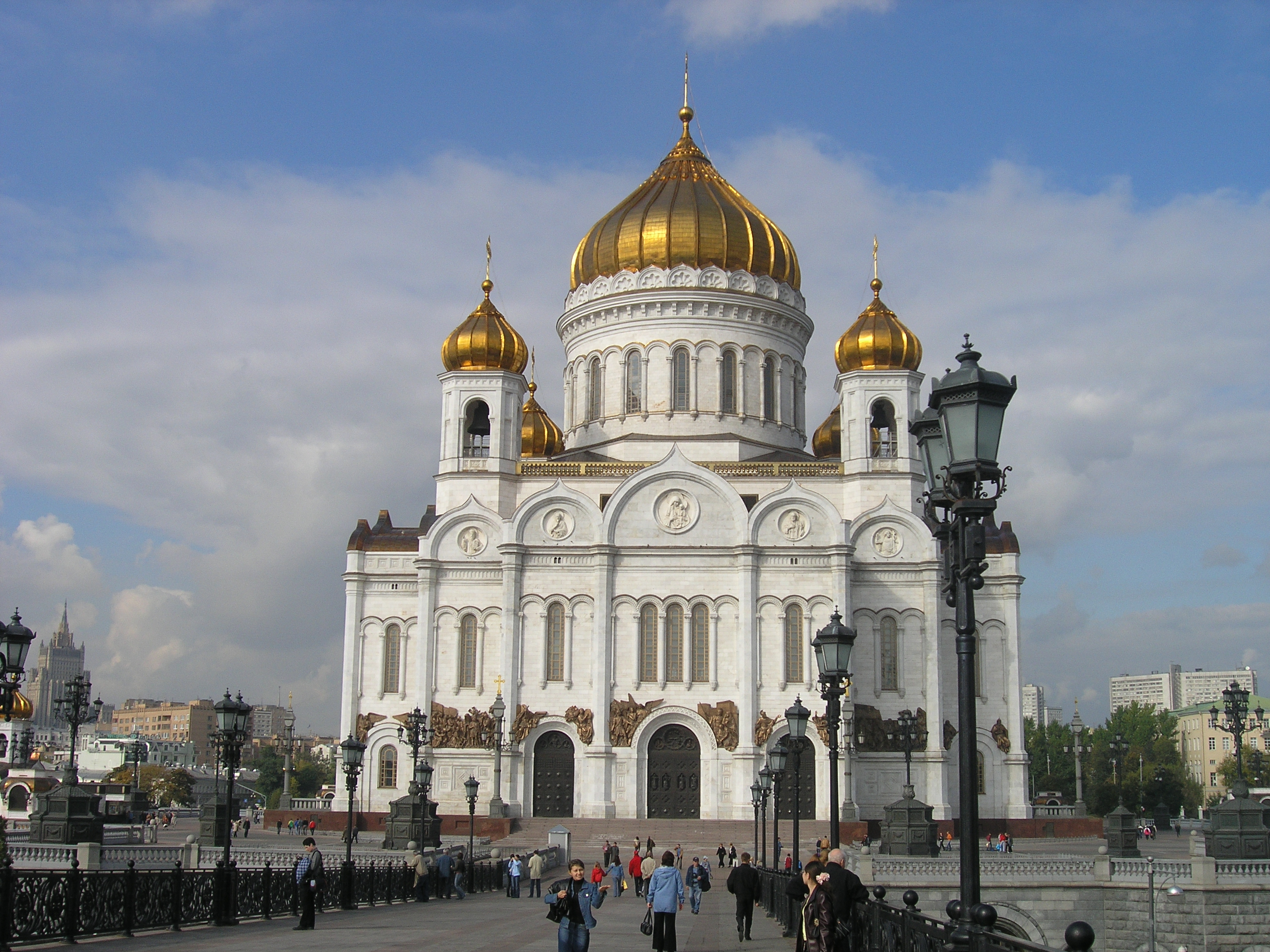
Moskevská Katedrála Krista Spasitele je největší pravoslavný kostel na světě

V první polovině 12. století se nalézal na západním okraji Rostovsko-suzdalského knížectví v místech dnešní Moskvy zemědělský dvorec bojara Štěpána Kučky, jenž byl podle řeky zván Moskva. Rostovsko-suzdalský kníže Jurij Dolgorukij ve 12. století začlenil dvorec do knížecího vlastnictví.
Z roku 1147 pochází první písemná zmínka o Moskvě, Jurij Dolgorukij pozval svého spojence, novgorodsko-severského knížete Svjatoslava, na setkání, o kterém letopisec zaznamenal: „Přijď ke mně, bratře, do Moskvy.“ Roku 1156 vybudoval kníže Jurij v souvislosti s posilováním obrany západní hranice suzdalského knížectví v osadě pevnost obehnanou dřevěnou palisádou, základ dnešního Kremlu. V počátcích byla Moskva jedno z míst, které mělo obranný charakter a sloužilo jako místo noclehu suzdalských knížat. Kromě toho se nacházela na průsečíku několika obchodních cest, což ji předurčilo pro roli významného ekonomického centra.
Budoucí význam Moskvy byl zapříčiněn jednak rostoucí mocí vladimirských knížat, která nakonec získala nad ostatními severoruskými knížaty převahu, jednak stěhováním obyvatelstva do severovýchodních oblastí z jihu sužovaného nájezdy kočovníků. V Moskvě se jako první usadil údělný kníže Daniil Alexandrovič (zemřel 1303), syn Alexandra Něvského, a založil tím moskevskou větev rodu Rurikovců.
Svou moc nad ostatními větvemi Rurikovců se snažila moskevská knížata zabezpečit i přenesením rezidence metropolity vší Rusi do Moskvy. Ruští metropolité sídlili od počátku v Kyjevě, metropolita Maxim však přenesl své sídlo do Vladimiru. Jeho nástupce Petr (v letech 1307–1326) vsadil na spolupráci s moskevskými knížaty a často pobýval v Moskvě. Metropolita Theognost (1328–1323) pak přesídlil natrvalo do Moskvy, kde nechal s podporou Ivana Kality a Simeona Hrdého vybudovat pět kamenných chrámů jako symbol prestižního postavení Moskvy. Theognostovi nástupci již všichni sídlili v Moskvě a Moskva se tak stala nejen politickým, ale i církevním centrem Ruska, což se odrazilo i na stoupajícím počtu obyvatel – v polovině 14. století jich v Moskvě žilo asi 30 000. Další dějiny Moskvy byly ovlivněny skutečností, že se jednalo o sídlo jednoho z nejvýznamnějších ruských knížat, který postupně sjednotil zemi.
Zlatá horda v průběhu mongolské invaze (1238) vypálila město a zabila jeho obyvatele. Mongolové s Tatary také vyplenili města Rjazaň, Kolomna, Vladimir, Kyjev a ruský stát byl nucen podrobit se jejich nadvládě. V roce 1380 porazil Dmitrij Donský na Kulikovském poli tatarské vojsko, čímž ukázal, že Tataři nejsou neporazitelní. Sama Moskva však na Dimitrijovo vítězství doplatila odvetnou výpravou chána Tochtamyše v roce 1382, při níž byla vypálena a vypleněna. Moskva nebyla nyní zpustošena Tatary poprvé, jako však dříve, i nyní se znovu vzpamatovala.

### Moskva ve středověku a raném novověku

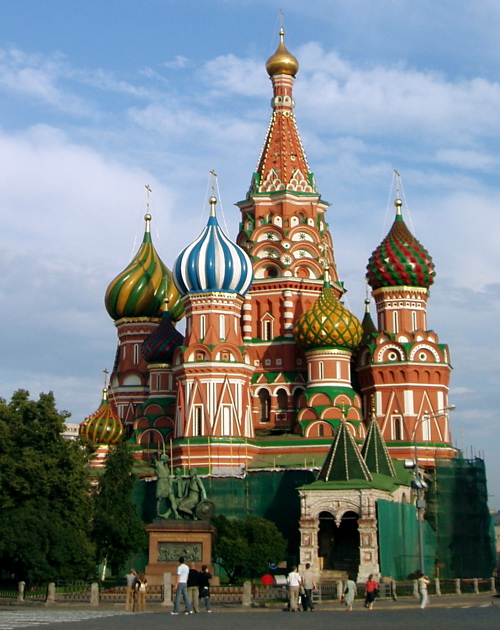
Chrám Vasila Blaženého

Významnou změnu pro město představovala vláda Ivana III., na řece Ugře dosáhl roku 1480 definitivního vítězství a vymanění se z tatarské moci. V roce 1472 se oženil s byzantskou princeznou Zóé Palaiologovnou, to se odrazilo na podobě města, kam Sofie pozvala architekty z Itálie. Ti postavili Uspenský, Archangelský a Blagověsčenský chrám, Kreml rozmnožili věžemi a hradbami. Kamenné stavby se začaly v té době množit, kamenný palác si postavil například metropolita Iona. Na počátku 16. století již okolí Kremlu mělo charakter evropského města, ostatní čtvrti však byly ještě převážně dřevěné. Roku 1478 připojil ke svému státu rozlehlé území Novgorodské země a v roce 1485 knížectví tverské. Pod Ivanem III. se město stalo hlavním městem ruské říše.
V roce 1571 Krymští Tataři s podporou Turků (80 000 Tataři, 33 000 Turci a 7 000 janičáři) vpadli do Ruska a vyplenili Moskvu, spálili vše kromě Kremlu.
V roce 1610 vstoupil do Moskvy polský generál Stanisław Żółkiewski, poté, co porazil Rusy v bitvě u Klušina. Po povstání vedeném Kuzmou Mininem a Dmitrijem Požarským došlo u bran Moskvy k rozhodujícímu střetu mezi polsko-litevskou armádou a Rusy. Polsko-litevská vojska byla rozdrcena, posádka Kremlu se po dlouhém obléhání vzdala 26. října 1612.

### Moskva druhým městem Ruska
Město přestalo být hlavním městem Ruska v roce 1712 (s výjimkou období 1728–1732) po založení Petrohradu Petrem Velikým v blízkosti pobřeží Baltského moře v roce 1703.
Roku 1812 vpadl do země Napoleon Bonaparte, jeho tažení vrcholilo okupací Moskvy a skončilo bitvou na Berezině. Napoleon v bitvě u Borodina sice vybojoval vítězství, ale doplatil na to většími ztrátami, dále během tažení počítal s tím, že bude moci krmit armádu z ukořistěných zásob, ovšem Kutuzov ho takticky nutil ustupovat stejnou cestou, kterou předtím drancoval, přitom byl sužován neustálými nájezdy kozáků a ruskou zimou. Dále v Rusku bylo více schopnějších generálů odchovaných Suvorovem. Napoleon byl nucen ustoupit, tehdy zemřelo při ústupu na 400 000 vojáků Grande Armée kvůli sérii porážek, jež postupně utrpěl, a taky kvůli rychlým a devastujícím výpadům kozáků do týlu a partyzánské válce opočlenie. Dalších 200 000 dezertovalo na začátku tažení. Původně chtěl Napoleon přezimovat v Moskvě, ale to mu neumožnil velký nedostatek zásob, protože Kutuzov nařídil celé město evakuovat a vyvézt jak zásoby, tak i pracovní sílu. Podezřívá se, že byl Moskevský požár činem ruské sabotáže. Navzdory historickému významu se Moskva stala na značnou dobu méně významnou a to až do občanské války, kdy byla znovu prohlášena za hlavní město.
V říjnu 1917 se do Moskvy přemístil T. G. Masaryk, který jako předseda Československé národní rady na Rusi osobně od 15. května 1917 budoval československé legionářské vojsko. Zažil tam revoluční boje a Moskvu definitivně opustil v den svých 68. narozenin 7. března 1918, odjezdem na transsibiřskou magistrálu, do Vladivostoku, Japonska a Spojených států, předpokládajíc, že bude "kvartýrmajstrem" (logistikem) legionářských vojsk nejen na Rusi, ale i na francouzských bojištích.

### Od roku 1918
Nedlouho po podepsání Brestlitevského míru se z důvodu strachu z možné zahraniční invaze dne 12. března 1918 stala Moskva hlavním městem RSFSR. Moskevské metro bylo otevřeno v roce 1935. Po německé invazi (1941) se nacházel výbor obrany státu i generální štáb armády v Moskvě. Německá skupina armád byla zastavena a odehnána na okraji města v bitvě před Moskvou.
V roce 1980 hostila Moskva letní olympijské hry. V roce 1991 bylo město dějištěm neúspěšného pokusu o převrat (tzv. Srpnový puč) ze strany členů vlády proti reformám Michaila Gorbačova. Když byl SSSR rozpuštěn na konci tohoto roku, Moskva i nadále zůstala hlavním městem Ruska. V Moskvě bylo spácháno několik teroristických útoků islámských radikálů, například bombové útoky v Moskevském metru v roce 2004 a 2010.

## Městské symboly

### Znak
Moskevský znak je tvořen tmavočerveným štítem o poměru šířky k výšce 8:9. Ve štítu je postava sv. Jiří na stříbrném koni (jedoucím heraldicky vlevo), zabíjející zlatým kopím černého hada. Jezdec má stříbrné brnění a modrý plášť. Dle oficiálního popisu není had plazem v zoologickém slova smyslu, ale má nohy a křídla, vypadá tedy spíše jako drak.

### Vlajka
Moskevská vlajka je tvořena tmavočerveným listem o poměru stran 2:3, v jehož středu je umístěn znak Moskvy (bez štítu). Znak je tvořen vyobrazením od žerdi hledícího sv. Jiřího ve stříbrném pancíři a modrém plášti na stříbrném koni, dobíjejícím zlatým kopím černého draka (hada). Průměrná šířka figury by měla odpovídat 2/5 šířky vlajky.

## Přírodní poměry a podnebí

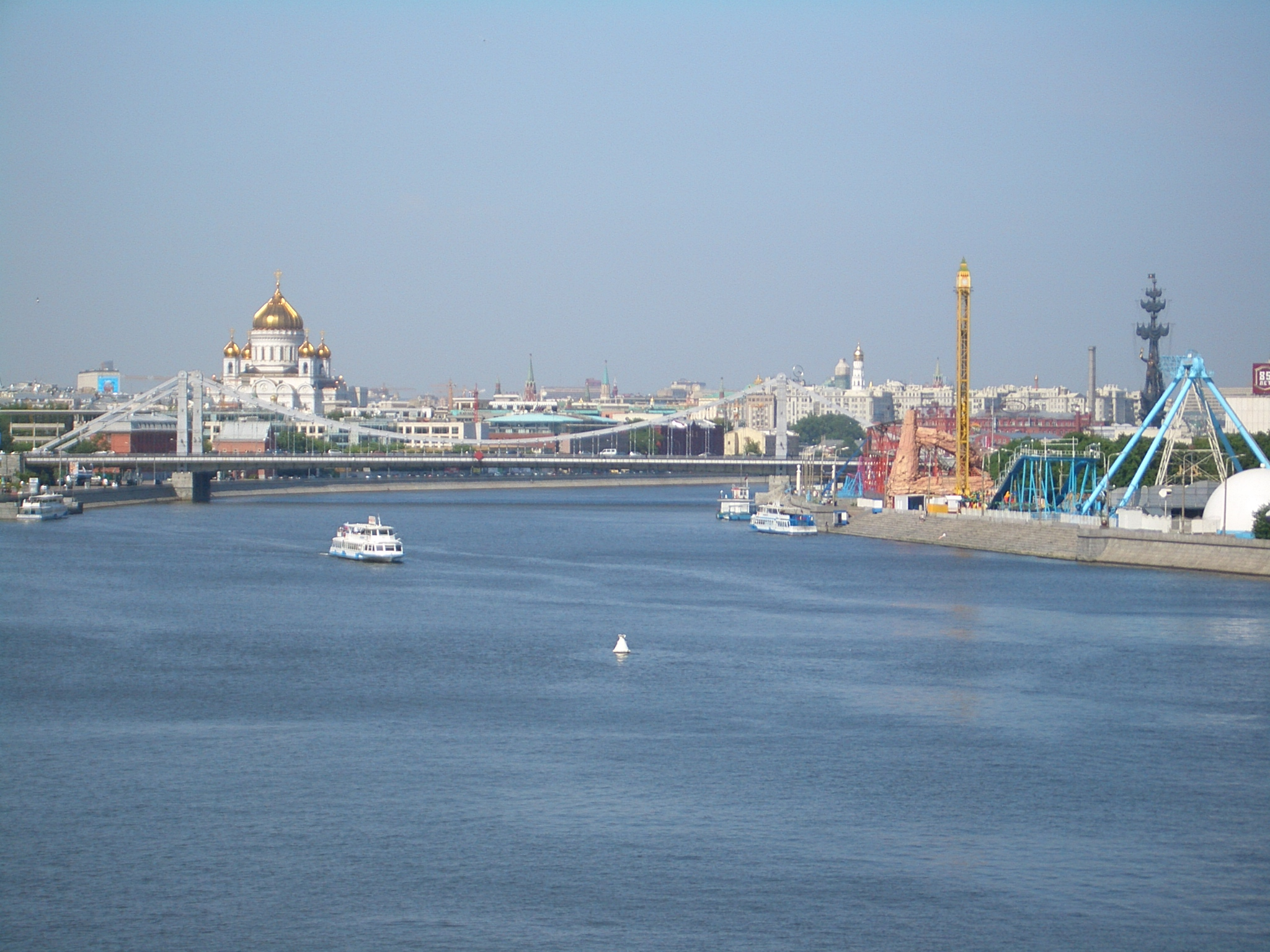
Park Gorky a Katedrála u řeky Moskvy

Moskva se nalézá v evropské části Ruska na 55,75° severní zeměpisné šířky a 37,62° východní zeměpisné délky. Město leží v průměrné nadmořské výšce 156 metrů v kopcovité krajině mezi řekami Volhou a Okou, na řece Moskvě, přítoku Oky, která se následně vlévá do Volhy. Řeka Moskva protéká územím města v meandrech ve směru severozápad-jihovýchod v délce asi 80 km, má od 120 do 200 metrů našíř. Do Moskvy se v katastru města vlévá dalších 140 vodních toků, z nichž jen 14 nyní zůstává na povrchu, ostatní byly kanalizovány. V roce 1937 byl otevřen kanál Moskva-Volha, který směřuje na sever.
Hranice města tvoří převážně dálniční okruh MKAD, dlouhý 109 km, na některých místech však město pokračuje i za něj. Rozloha Moskvy činí v současnosti 1 097,12 km², z toho přibližně třetinu zaujímá zeleň, tvořená zhruba 100 parky či lesíky; vodní plochu tvoří kromě řek a kanálů asi 500 rybníků. Kolem města se táhne 30 až 40 km dlouhý pás výletních lesíků s četnými zábavními atrakcemi.

### Podnebí
Podnebí je mírné kontinentální. Zima je od poloviny listopadu do konce března. V zimě mohou být periody (3-5 dní) silných mrazů s noční teplotou okolo -20 °C, ale výjimečně mohou teploty spadnout až k -30 °C. V prosinci a na začátku ledna bývají často oblevy, kdy teploty stoupají k +5 °C. Přechodná roční období (jaro, podzim) jsou krátká a téměř letní teploty jsou někdy už začátkem dubna. Začátkem června se může krátkodobě ochladit. Léto je od poloviny května do začátku září a teploty často dosahují 30 °C.
Nejnižší naměřená teplota za posledních 130 let byla −42,1 °C a byla naměřena 17. ledna 1940. Nejvyšší teplota byla +39 °C a byla naměřena 29. července 2010.
| Podnebí v Moskvě            | Podnebí v Moskvě | Podnebí v Moskvě | Podnebí v Moskvě | Podnebí v Moskvě | Podnebí v Moskvě | Podnebí v Moskvě | Podnebí v Moskvě | Podnebí v Moskvě | Podnebí v Moskvě | Podnebí v Moskvě | Podnebí v Moskvě | Podnebí v Moskvě | Podnebí v Moskvě |
| Veličina                    | leden            | únor             | březen           | duben            | květen           | červen           | červenec         | srpen            | září             | říjen            | listopad         | prosinec         | rok              |
| Absolutní maximum, °C       | 8.6              | 8.3              | 17.5             | 28.9             | 33.2             | 34.7             | 39               | 37.3             | 32.3             | 24               | 14.5             | 9.6              | 39.0             |
| Průměrné maximum, °C        | −4               | −3.7             | 2.6              | 11.3             | 18.6             | 22.0             | 24.3             | 21.9             | 15.7             | 8.7              | 0.9              | -3.0             | 9.6              |
| Průměrná teplota, °C        | −6.5             | −6.7             | -1               | 6.7              | 13.2             | 17.0             | 19.2             | 17.0             | 11.3             | 5.6              | -1.2             | −5.2             | 5.8              |
| Průměrné minimum, °C        | −9.1             | −9.8             | −4.4             | 2.2              | 7.7              | 12.1             | 14.4             | 12.5             | 7.4              | 2.7              | -3.3             | −7.6             | 2.1              |
| Absolutní minimum, °C       | −42.2            | −38.2            | −32.4            | −21.0            | −7.5             | -2.3             | 1.3              | -1.2             | −8.5             | −20.3            | −32.8            | −38.8            | −42.2            |
| výpočtové srážky, mm        | 52               | 41               | 35               | 37               | 49               | 80               | 85               | 82               | 68               | 71               | 55               | 52               | 707              |
| --------------------------- | ---------------- | ---------------- | ---------------- | ---------------- | ---------------- | ---------------- | ---------------- | ---------------- | ---------------- | ---------------- | ---------------- | ---------------- | ---------------- |
| Zdroj: http://pogoda.ru.net |                  |                  |                  |                  |                  |                  |                  |                  |                  |                  |                  |                  |                  |

## Obyvatelstvo

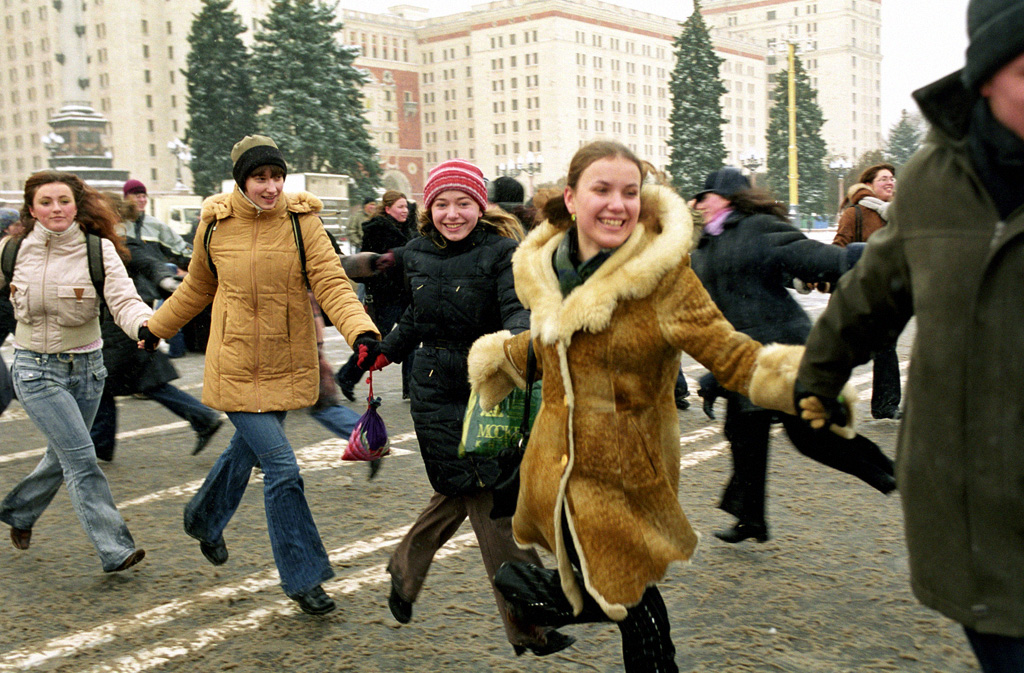
Studentky moskevské Lomonosovovy univerzity

V roce 2010 tvořili část moskevského obyvatelstva z 92,65 % Rusové, z 1,42 % Ukrajinci, z 1,38 % Tataři a z 0,98 % Arméni.
| 1400   | 1638    | 1710    | 1725    | 1738    | 1775    | 1785    | 1811    | 1813    | 1825    | 1840    | 1856    |
| ------ | ------- | ------- | ------- | ------- | ------- | ------- | ------- | ------- | ------- | ------- | ------- |
| 40 000 | 200 000 | 160 000 | 145 000 | 138 400 | 161 000 | 188 700 | 270 200 | 215 000 | 241 500 | 349 100 | 368 800 |

| 1868    | 1888    | 1897      | 1912      | 1920      | 1926      | 1939      | 1959      | 1979      | 1989      | 1996      | 2002       |
| ------- | ------- | --------- | --------- | --------- | --------- | --------- | --------- | --------- | --------- | --------- | ---------- |
| 416 400 | 753 459 | 1 038 600 | 1 617 157 | 1 027 300 | 2 101 200 | 4 609 200 | 6 133 100 | 8 142 200 | 8 972 300 | 8 434 300 | 10 383 000 |

| 2006       | 2008       | 2010       | 2012       | 2014       |
| ---------- | ---------- | ---------- | ---------- | ---------- |
| 10 425 100 | 10 470 300 | 11 514 000 | 11 612 943 | 12 108 257 |

### Rozšíření HIV
V roce 2012 ukázalo statistické šetření v Moskvě a Petrohradu, že 6 % mužů – Moskvanů, kteří měli pohlavní styk s muži, bylo HIV pozitivních, což je nejvyšší procento v Evropě a více, než v Petrohradu (5,5 %).

## Administrativní dělení

Plánek městských okruhů

Moskva jako federální město je od roku 2012 rozdělena do 12 administrativních okruhů, 125 rajónů, 21 okresů.
| No. | Okruh                                | Rusky                                   |
| 1   | Centrální administrativní okruh      | Центральный административный округ      |
| 2   | Severní administrativní okruh        | Северный административный округ         |
| 3   | Severovýchodní administrativní okruh | Северо-Восточный административный округ |
| 4   | Východní administrativní okruh       | Восточный административный округ        |
| 5   | Jihovýchodní administrativní okruh   | Юго-Восточный административный округ    |
| 6   | Jižní administrativní okruh          | Южный административный округ            |
| 7   | Jihozápadní administrativní okruh    | Юго-Западный административный округ     |
| 8   | Západní administrativní okruh        | Западный административный округ         |
| 9   | Severozápadní administrativní okruh  | Северо-Западный административный округ  |
| 10  | Zelenogradský administrativní okruh  | Зеленоградский административный округ   |
| 11  | Novomoskevský administrativní okruh  | Новомосковский административный округ   |
| 12  | Troický administrativní okruh        | Троицкий административный округ         |

V čele každého okresu stojí prefekt, jmenovaný starostou Moskvy, představitelem moskevské vlády, a jemu bezprostředně podřízený. Každý okres má také radu sestávající z 11 volených poslanců.

## Kultura a pamětihodnosti

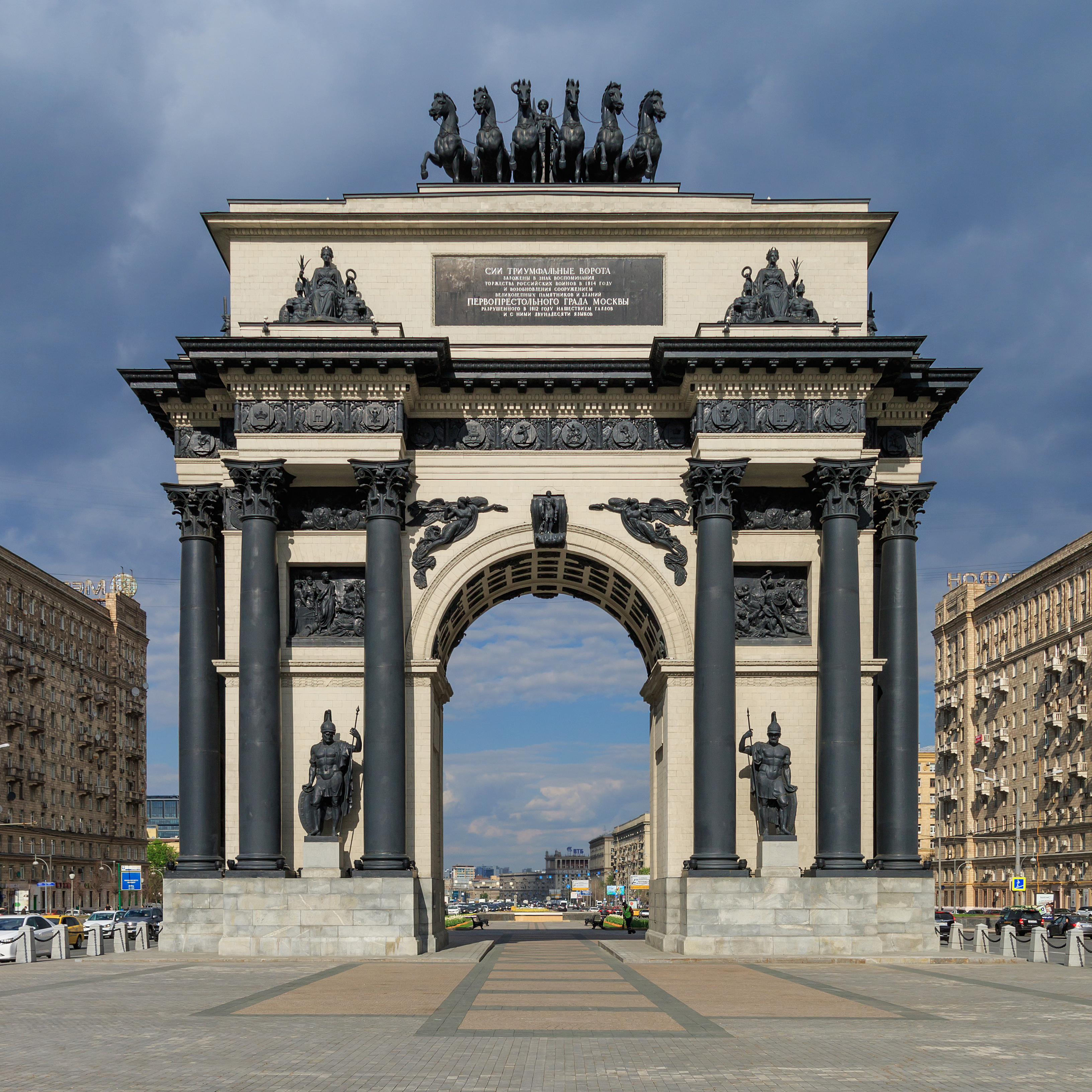
Vítězný oblouk byl postavený po ruském vítězství nad Napoleonem

Kreml s celkem 20 věžemi je nejobdivuhodnější pamětihodností Moskvy. Tuto stavbu z červených pálených cihel vybudovali italští stavební mistři pozvaní v 15. století carem Ivanem III. Kreml představuje nejimpozantnější soubor nejrůznějších architektonických forem.
Mezi nejznámější kostely a paláce patří chrám Nanebevzetí Panny Marie (Успенский Собор) se slavnými freskami, chrám Zvěstování (Благовещенский собор), chrám sv. Archanděla Michaela (Архангельский собор) a Velký kremelský palác.

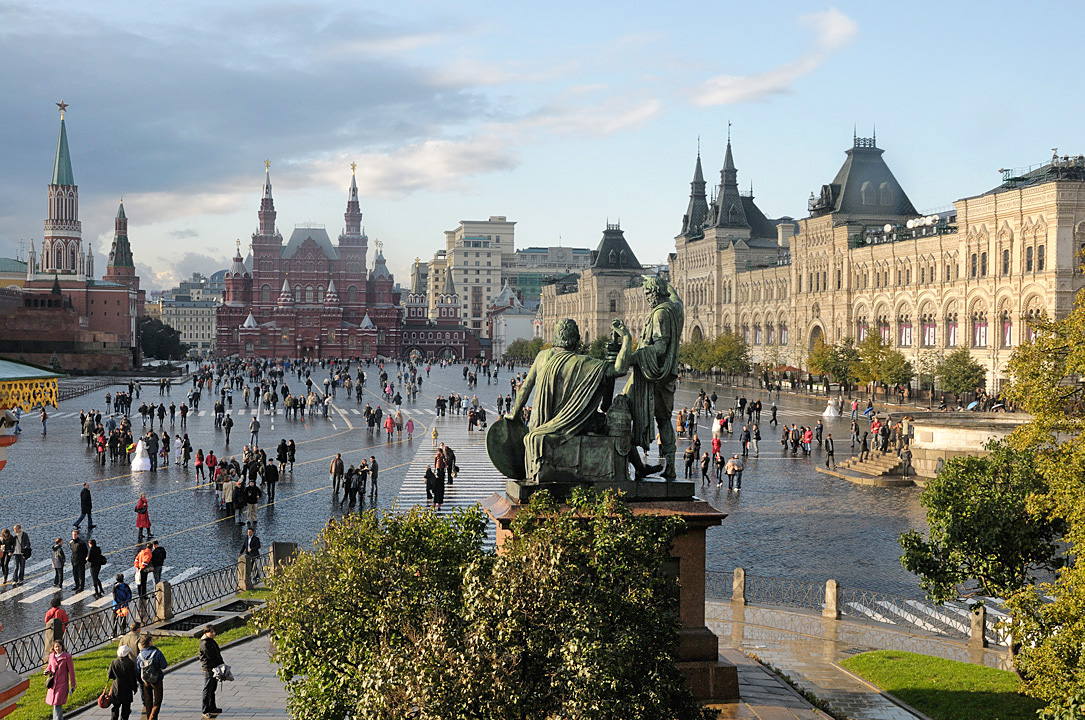
Rudé náměstí

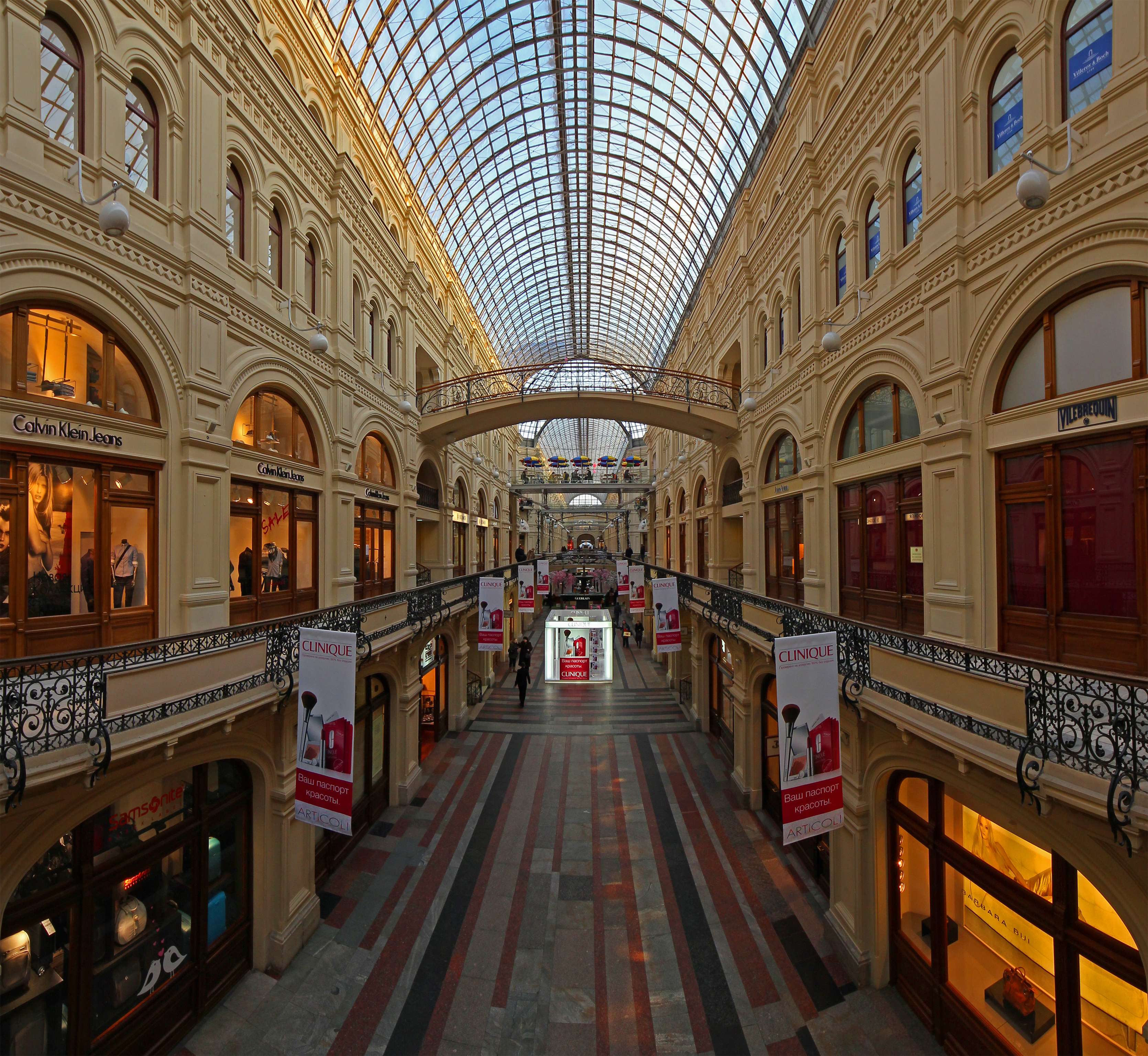
Obchodním dům GUM

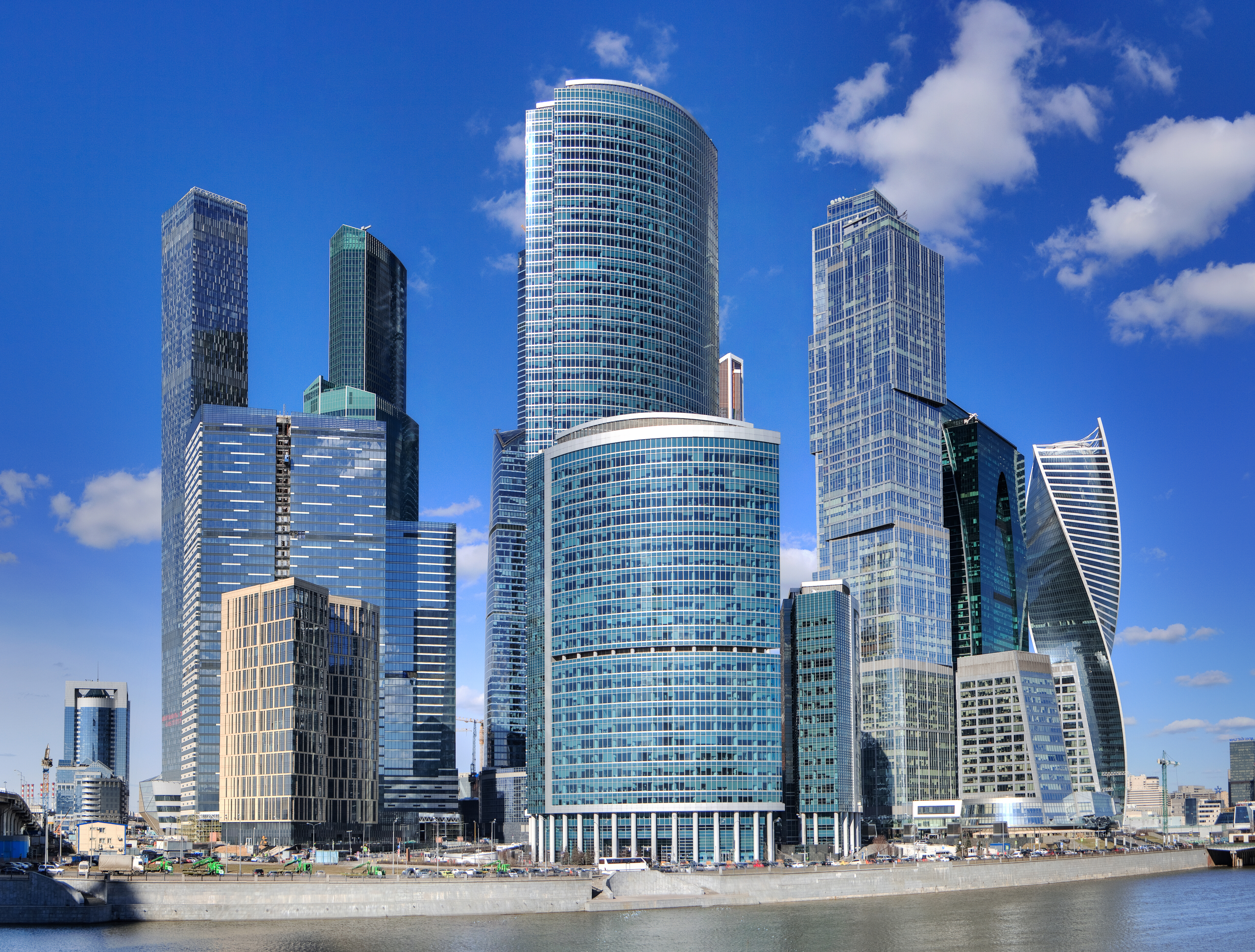
Moskva-City

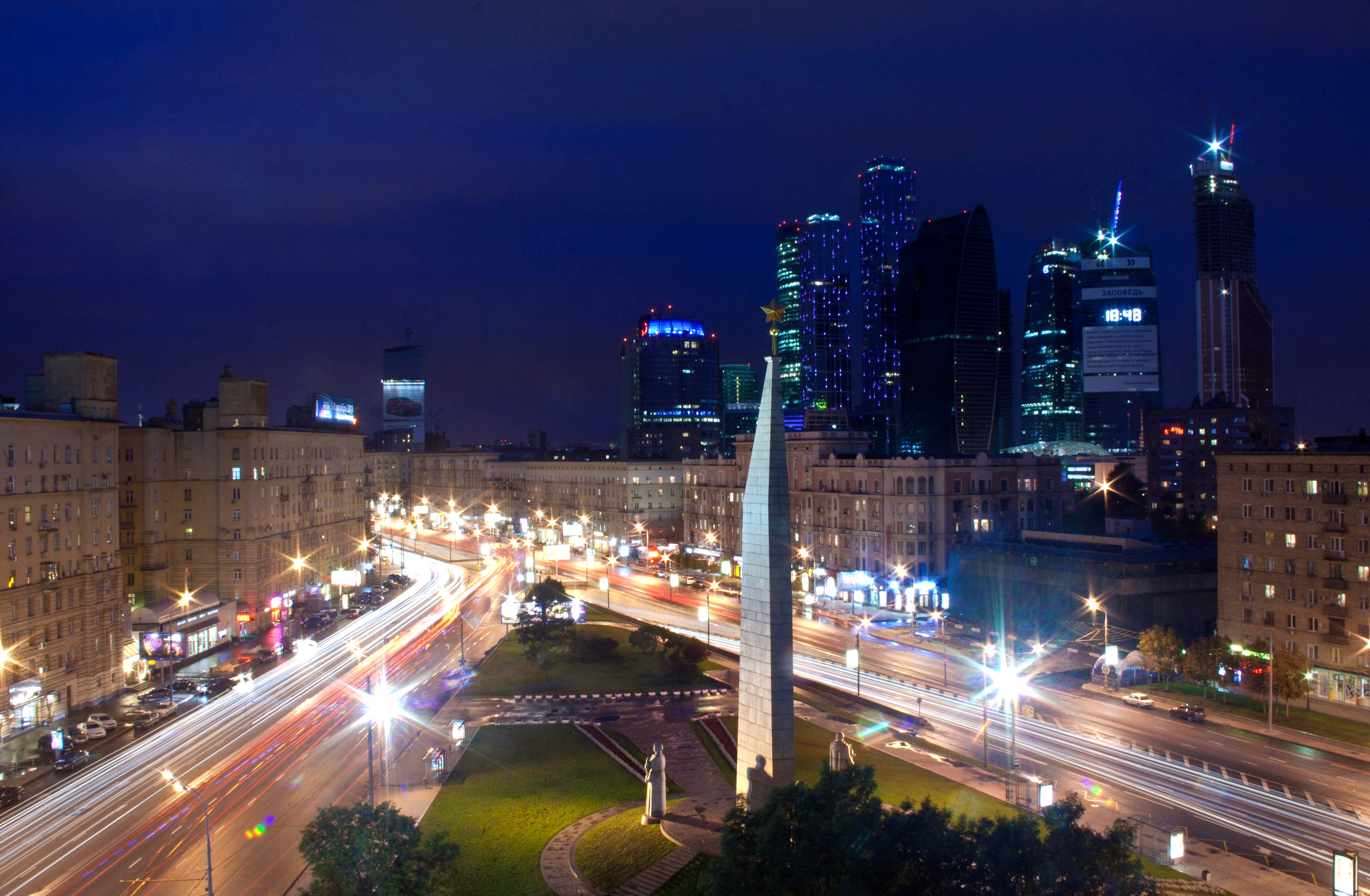
Památník Velké vlastenecké války

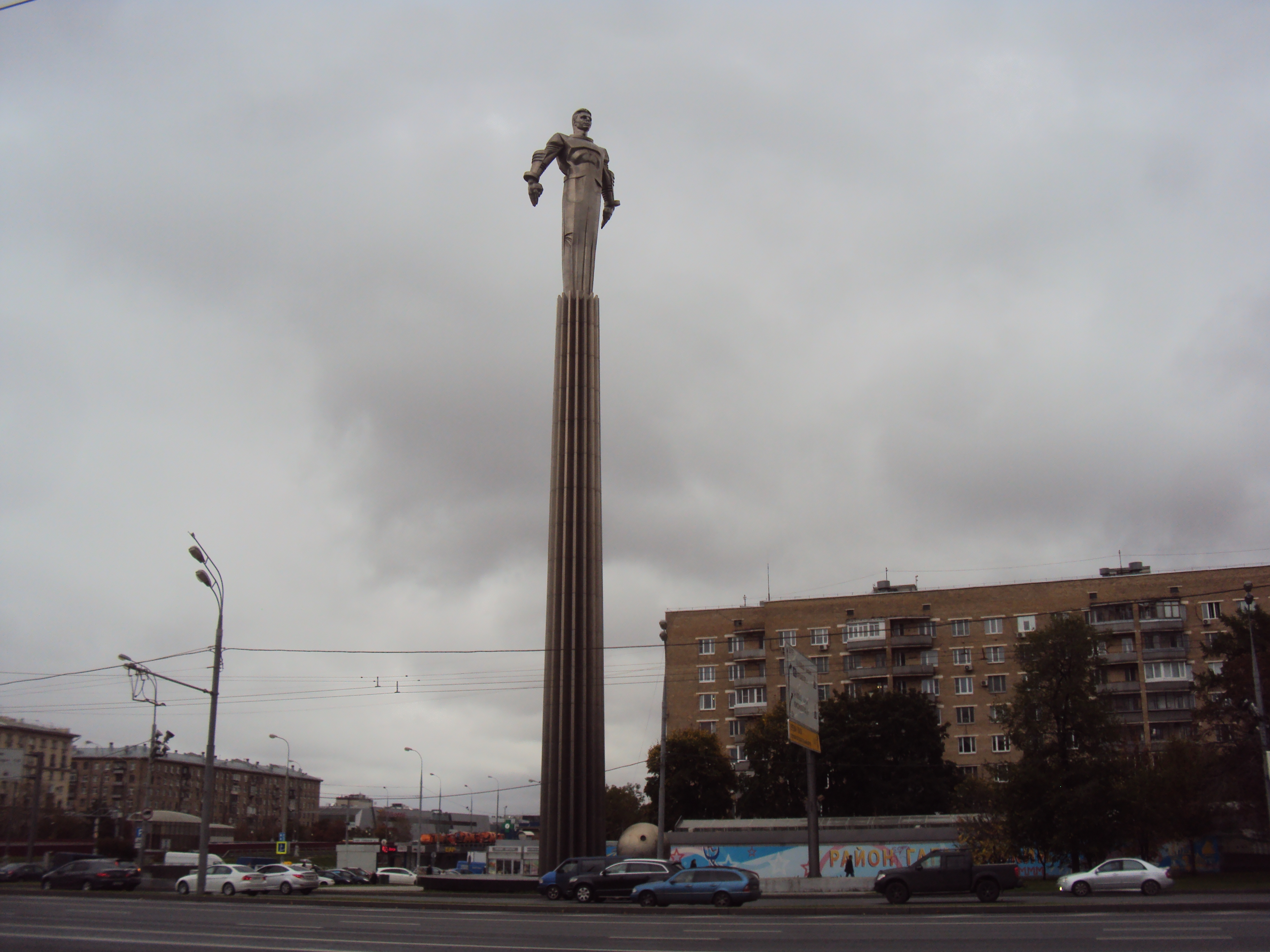
Památník Jurije Gagarina

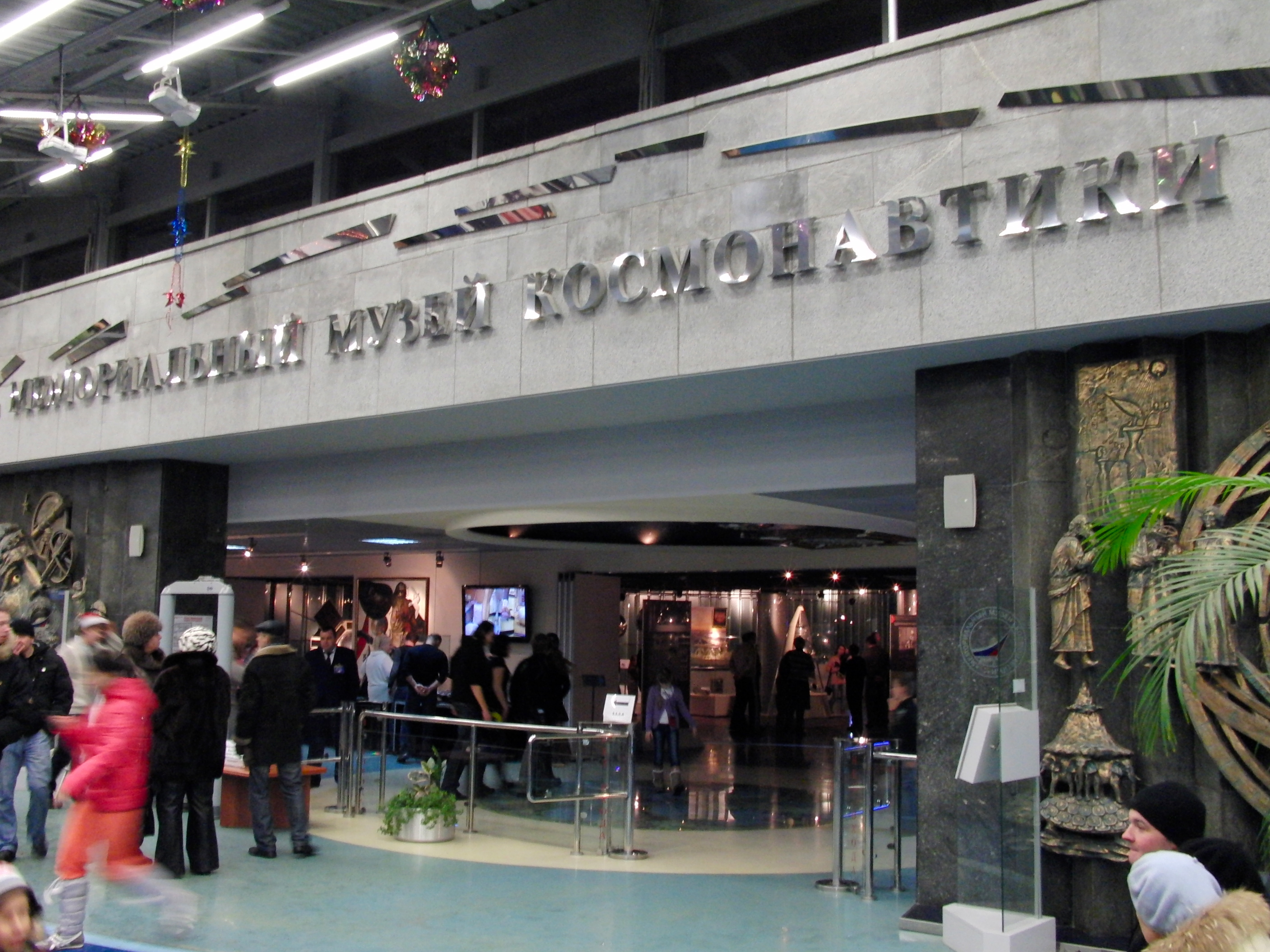
Pamětní muzeum kosmonautiky

Zastavme se na Rudém náměstí. Ze všech stran je nyní uzavřeno historickými budovami a charakterizováno symboly – chrámem Vasila Blaženého, kremelskou zdí a mauzoleem V. I. Lenina, Státním historickým muzeem a na něj navazujícím dvouvěžím se vstupní branou (byly za stalinismu zbourány, po roce 1988 znovu postaveny) a obchodním domem GUM (zařazený mezi 10 nejluxusnějších obchodních domů světa, ústřední dvoranu se zastřešením ze skla obklopují galerie s jednotlivými obchody a provozovnami služeb).
Pak následuje Tverská třída, Starý a Nový Arbat. Starý Arbat byl dříve centrem umění a literatury, jak vyznačuje pomník básníka Bulata Okudžavy. Dnes se zde nacházejí kavárny, obchody a pestrý, životem pulsující bleší trh. V Novém Arbatu lze posedět v restauracích připravujících speciality z téměř všech oblastí Ruska.
Dochovaly se překrásné stavby klasické Moskvy, například opevněné kláštery a velký počet kostelů postavených v 16. století.
Bolšoj těatr je světově proslulé divadlo s velkou návštěvností.
V rozsáhlém areálu na severu Moskvy se nachází Výstaviště VDNCh („Výstaviště úspěchů národního hospodářství“, do roku 2014 VVC), představující jak bývalé součásti Sovětského svazu v Muzeu SSSR, tak i jinak tematicky laděné čtvrti. Najdete tu tedy jak ukázky technického pokroku včetně rakety Sojuz nebo obřích prvků sovětské elektrické přenosové sítě, tak zemědělské stavby, například velkovýkrmnu vepřů nebo vyasfaltované koňské závodiště. Nachází se tu i největší maketa Moskvy na světě, lunapark, Atomový pavilón, Labyrint strachu, Pavilón vesmíru či jeden z testovacích modelů raketoplánu Buran. Krásné jsou fontány. Některé části výstaviště působí kontroverzním dojmem, připomínajícím těžký život lidí v SSSR.
Mezi nejnavštěvovanější monumenty patří: Památník pokořitelů kosmu, sousoší Dělník a kolchoznice a památník Juriji Gagarinovi.
V Parku Gorkého, situovaném u řeky Moskvy a založeném v roce 1928, najdeme různé zábavní atrakce, horskou dráhu i ruské kolo.
V Moskvě se také koná mezinárodní filmový festival, mezi hlavními cenami se udílejí zlaté a stříbrné medaile a také hlavní ruská filmová cena Nika.
Mezi další zajímavosti patří 160 tun těžký zvon Car kolokol, dále úřední budovy ruského prezidenta, Moskevská univerzita s výhledem na olympijský stadión v Lužnikách, Treťjakovská galerie se světově proslulou sbírkou obrazů. Televizní vysílač Ostankino, který je nejvyšší stavbou v Evropě.
V létě se stmívá až v jedenáct hodin.

### Kulturní a historické památky
| Ulice Starý Arbat                                                | Tverský bulvár                                     |
| Rudé náměstí                                                     | Chrám Vasila Blaženého                             |
| Kreml                                                            | Velký kremelský palác                              |
| Leninovo mauzoleum                                               | Stalinovy mrakodrapy                               |
| Novoděvičskij klášter a hřbitov                                  | Kazaňský kostel                                    |
| Kostel Nanebevzetí (Moskva)                                      | Kostel Blahořečení                                 |
| Chrám sv. Archanděla Michaela                                    | Vítězný oblouk (Moskva)                            |
| Státní historické muzeum                                         | Chrám svatého Klementa mučedníka                   |
| zvon Car-kolokol a dělo Car-puška nedaleko Zvonice Ivana Velkého | Treťjakovská galerie                               |
| Puškinovo muzeum                                                 | Kolomenskoje                                       |
| Borodinské panorama                                              | Moskevská státní univerzita                        |
| Státní ústřední muzeum moderní historie Ruska                    | Muzeum Gorkého                                     |
| Památník pokořitelů kosmu                                        | katedrála Krista Spasitele                         |
| Uspenská katedrála                                               | Kostel vzkříšení božího slova                      |
| Danilovovův klášter                                              | Bílý dům (Moskva)                                  |
| televizní věž Ostankino                                          | Věž Federace                                       |
| Moskva-City                                                      | Památník pokořitelů kosmu                          |
| Šuchovova věž                                                    | Evangelicko-luteránská katedrála sv. Petra a Pavla |

## Sport

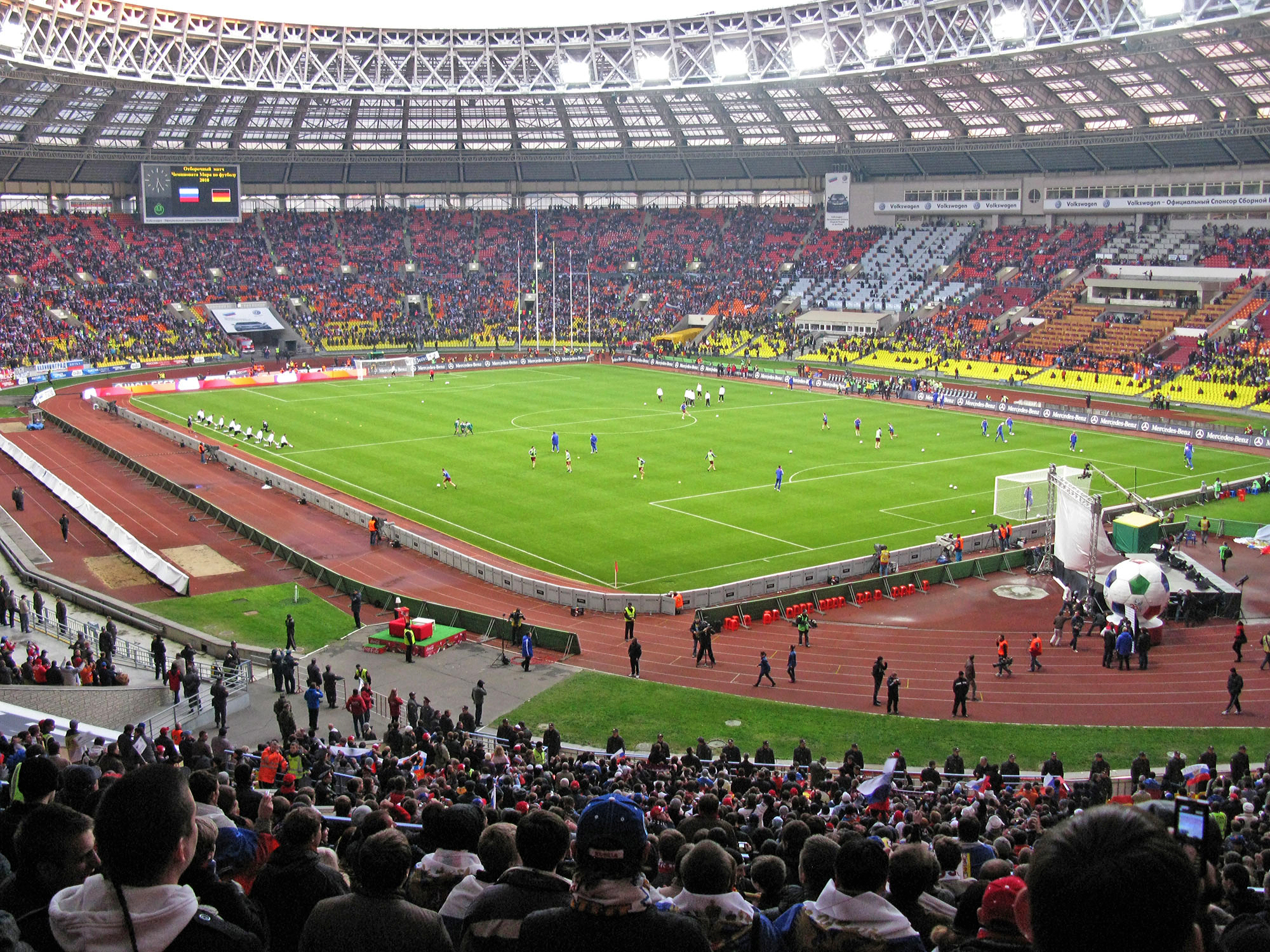
Největší ruský stadion Lužniki hostil LOH 1980 a MS ve fotbale 2018

V Moskvě se konaly olympijské hry v roce 1980.
V Moskvě sídlí tyto sportovní týmy:
- HC CSKA Moskva – KHL, LSK CSKA
- OHK Dynamo Moskva – KHL, Megasport Arena
- HC Spartak Moskva – KHL, Sokolniki Arena
- FK Spartak Moskva – Ruská Premier Liga, Otkrytie Arena
- FK Dynamo Moskva – fotbal
- PFK CSKA Moskva – Ruská Premier Liga, Lužniki
- FK Torpedo Moskva – fotbal
- FK Lokomotiv Moskva – fotbal
- PBC CSKA Moskva – VTB United League a Euroliga v basketbalu, Megasport Arena
- BK Dynamo Moskva – Russian Basketball Super League, Krylatskoje Sport Palace
- Slava – Professional Rugby League, Slava Stadium
- Dynamo Moskva – Russian Bandy Super League, Krylatskoje Sport Palace

## Doprava

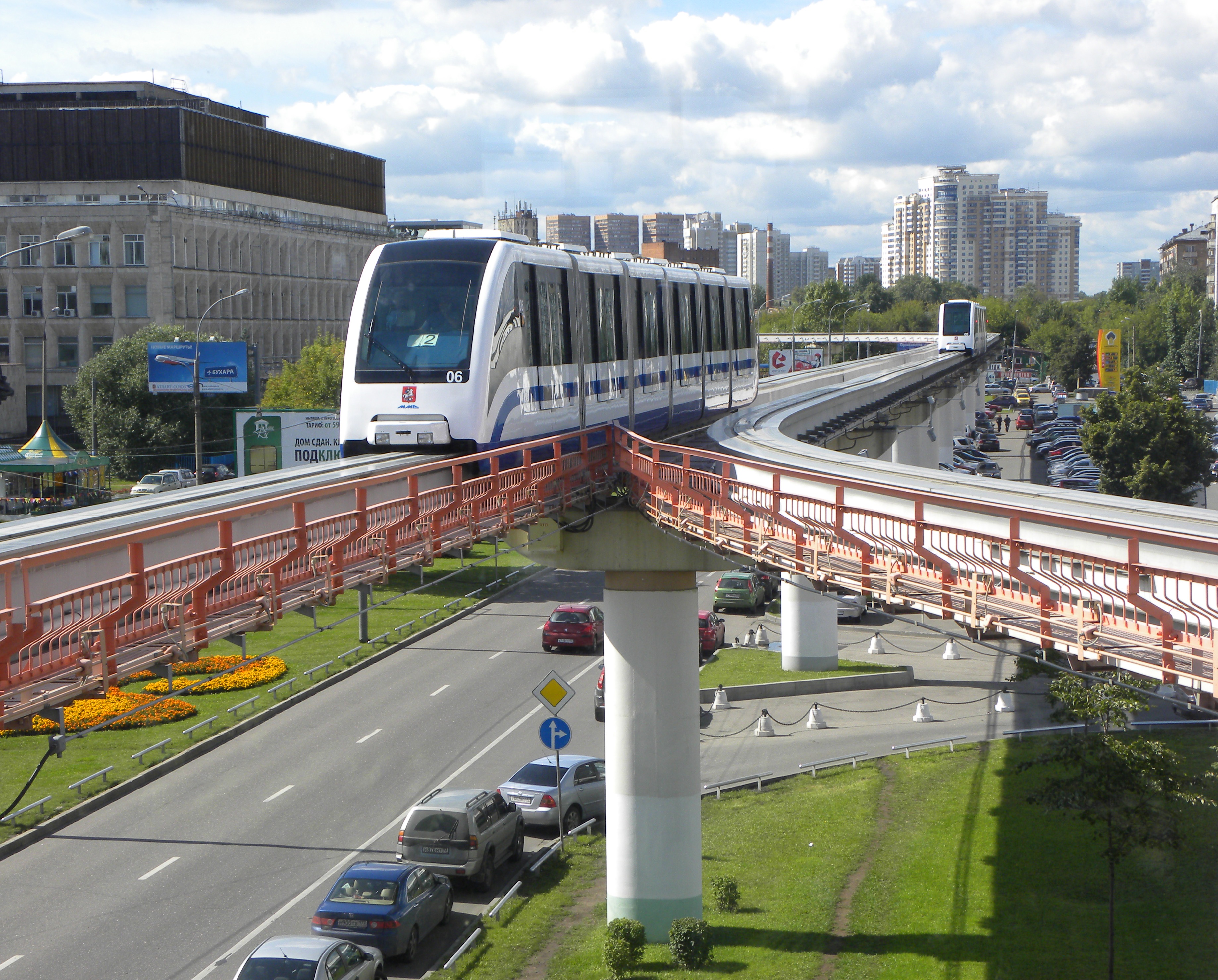
Monorail v Moskvě

Město má jako hlavní a největší v Rusku i jako jedno z největších na světě rozsáhlý dopravní systém. Kříží se zde mnoho železničních, silničních, vodních i leteckých tras. Počet registrovaných aut je zde větší než v New Yorku a Londýně dohromady. Moskva je nejzápadnější místo Transsibiřské magistrály. Nachází se zde pět mezinárodních letišť, největší jsou Šeremeťjevo, Domodědovo a Vnukovo.
Též i systém MHD je největší a nejvíce vytížený v celé zemi; tvoří jej dvanáct linek metra, tramvajová, trolejbusová, autobusová síť a monorail. Metro je jedním z nejhlubších systémů na světě, například stanice Park Pobědy je 84 m pod zemí a má nejdelší eskalátory v Evropě. Metro přepraví až 9,3 miliónu lidí denně, je to nejvytíženější metro mimo Asii.

## Partnerská města
- Alžír, Alžírsko
- Amsterdam, Nizozemsko
- Ankara, Turecko
- Astana, Kazachstán
- Athény, Řecko
- Bangkok, Thajsko
- Bejrút, Libanon
- Bělehrad, Srbsko
- Berlín, Německo
- Bombaj, Indie
- Bratislava, Slovensko
- Brusel, Belgie
- Buenos Aires, Argentina
- Bukurešť, Rumunsko
- Cannes, Francie
- Dallas, Spojené státy americké
- Doněck, Ukrajina
- Düsseldorf, Německo
- Havana, Kuba
- Helsinky, Finsko
- Chicago, Spojené státy americké
- Ingolstadt, Německo
- Jerevan, Arménie
- Káhira, Egypt
- Londýn, Spojené království
- Lublaň, Slovinsko
- Madrid, Španělsko
- Manila, Filipíny
- Paříž, Francie
- Peking, Čína
- Reykjavík, Island
- Riga, Lotyšsko
- São Paulo, Brazílie
- Sofie, Bulharsko
- Soul, Jižní Korea
- Tallinn, Estonsko
- Tel Aviv, Izrael
- Tokio, Japonsko
- Tunis, Tunisko
- Ulánbátar, Mongolsko
- Užhorod, Ukrajina
- Valenciennes, Francie
- Varšava, Polsko
- Vídeň, Rakousko
- Vilnius, Litva
- Záhřeb, Chorvatsko